# Roman Loteczko
Roman Kajetan Loteczko (Loteczka) (ur. 7 września 1886, zm. 1944 w Londynie lub 1950) – kapitan administracji Wojska Polskiego, inżynier, działacz sportowy i społeczny.

## Życiorys
Służył w Korpusie Oficerów Administracji Wojska Polskiego (od 1923 roku), a następnie był pracownikiem Powiatowej Komendy Uzupełnień we Lwowie. W latach 30. XX wieku kierował kasami chorych: najpierw w Zakopanem, a następnie w Chrzanowie. Jego żona, Janina Loteczkowa, była wybitną sportsmenką okresu przedwojennego - uprawiała m.in. narciarstwo, Tenis ziemny, jeździectwo, a także sporty motorowe oraz pilotaż samolotów.
Jako inżynier, zajmował się głównie projektowaniem obiektów sportowych. Był autorem projektów oraz nadzorował budowę skoczni narciarskich we Lwowie na Zniesieniu (do 1927), Krynicy-Zdroju (1927), Rabce (1931), Wiśle-Łabajowie (1931), Koniakowie (1932) oraz Nydku (1932). W 1928 roku zaprojektował również tor saneczkowy na stokach Góry Parkowej w Krynicy-Zdroju. Jako znawca tematu, był jednym ze współautorów pracy pt. Budowa terenów i urządzeń sportowych, wydanej pod redakcją ppłk. Władysława L. Osmolskiego w 1928 roku. Oprócz sportów zimowych, był również fascynatem motoryzacji - od 1925 roku należał - wraz z żoną Janiną - do warszawskiego Polskiego Klub Motocyklowego.
Był działaczem Polskiego Związku Narciarskiego (gdzie kierował Referatem Skoczni), Polskiego Towarzystwa Tatrzańskiego oraz Karpackiego Towarzystwa Narciarzy (wiceprezes, członkostwo honorowe). W latach 30. XX wieku kierował również Sekcją Narciarską klubu KS Cracovia. Reprezentował również Polskę w pracach Międzynarodowej Federacji Saneczkarskiej.

## Ordery i odznaczenia
- Krzyż Oficerski Orderu Odrodzenia Polski (1938)[18]
- Złoty Krzyż Zasługi (15 maja 1930)[19][20]